# Thermopsis alpina
Thermopsis alpina är en ärtväxtart som först beskrevs av Pall., och fick sitt nu gällande namn av Carl Friedrich von Ledebour. Thermopsis alpina ingår i släktet lupinväpplingar, och familjen ärtväxter. Inga underarter finns listade i Catalogue of Life.